# Adam Wright
Adam Perry Wright (* 4. Mai 1977 in Huntington Beach, Kalifornien) ist ein ehemaliger Wasserballspieler aus den Vereinigten Staaten. Er gewann 2008 die olympische Silbermedaille. Dreimal siegte er mit dem Team der Vereinigten Staaten bei den Panamerikanischen Spielen.

## Sportliche Karriere
Adam Wright besuchte die Woodrow Wilson Classical High School in Long Beach und studierte bis 2001 an der University of California, Los Angeles. Mit den UCLA Bruins, der Sportmannschaft seines Colleges, gewann er 1999 und 2000 die Meisterschaft der National Collegiate Athletic Association. Danach spielte der 1,91 Meter große Wright für den New York Athletic Club. Als Profi war er in Italien und Russland aktiv.
Von 2001 bis 2012 gehörte er zur Nationalmannschaft der Vereinigten Staaten. Bei den Weltmeisterschaften 2001 erreichte die US-Mannschaft den siebten Platz.  Zwei Jahre später belegte die Mannschaft den sechsten Platz bei den Weltmeisterschaften 2003. Im gleichen Jahr siegte das US-Team bei den Panamerikanischen Spielen 2003 im Finale gegen die brasilianische Mannschaft. Bei den Olympischen Spielen in Athen 2004 warf Wright sein einziges Tor im Vorrundenspiel gegen die russische Auswahl. Die Mannschaft aus den Vereinigten Staaten erreichte den siebten Platz.
Es folgten ein elfter Platz bei den Weltmeisterschaften 2005 und ein neunter Platz bei den Weltmeisterschaften 2007. 2007 besiegte das US-Team im Finale der Panamerikanischen Spiele wie vier Jahre zuvor die brasilianische Mannschaft. Beim olympischen Wasserballturnier 2008 in Peking gewann die Mannschaft aus den Vereinigten Staaten ihre Vorrundengruppe vor den Kroaten und den Serben. Im Halbfinale traf das Team wieder auf die Serben und siegte mit 10:5. Das Finale gewannen die Ungarn mit 14:10, die Mannschaft aus den Vereinigten Staaten erhielt die Silbermedaille. Wright warf im gesamten Turnierverlauf vier Tore.
2009 bei den Weltmeisterschaften in Rom belegte die Mannschaft aus den Vereinigten Staaten in ihrer Vorrundengruppe den ersten Platz und bezwang im Viertelfinale die deutsche Mannschaft. Nach einer Halbfinalniederlage gegen Spanien verloren die Amerikaner im Spiel um Bronze gegen die Kroaten. Wright steuerte insgesamt drei Treffer bei. 2011 belegte die US-Mannschaft den sechsten Platz bei den Weltmeisterschaften in Shanghai. Bei den Panamerikanischen Spielen 2011 besiegte das US-Team im Finale die Kanadier. Beim olympischen Wasserballturnier in London erzielte Wright fünf Tore. Die Mannschaft erreichte den achten Platz.
Nach seiner Aktivenzeit wurde Wright Trainer. Als Cheftrainer für sowohl die Wasserballspielerinnen als auch die Wasserballspieler der UCLA Bruins führte er die Männermannschaft bis 2019 zu drei Titelgewinnen der National Collegiate Athletic Association.